# Kang Ho-dong
Kang Ho-dong (강호동?; Jinju, 11 giugno 1970) è un comico e conduttore televisivo sudcoreano. Inizialmente era noto come uno dei migliori lottatori coreani.

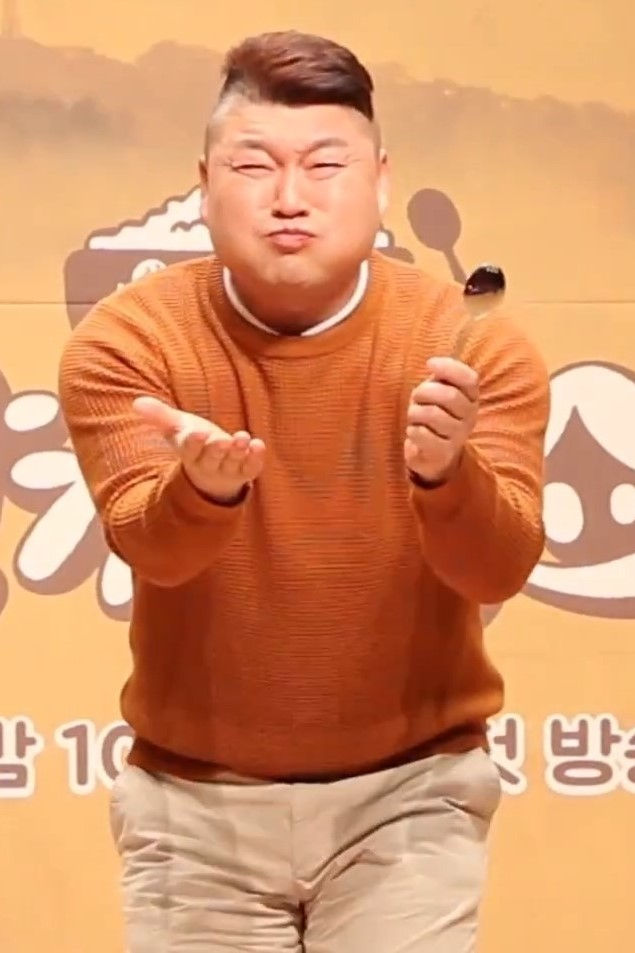
Kang Ho-dong

Nel 2008 è diventato il primo comico nella storia a vincere il gran premio ai Baeksang Arts Awards per la categoria "Televisione". Il 9 settembre 2011 ha annunciato che avrebbe preso un congedo temporaneo dal piccolo schermo a causa di voci su una sua evasione fiscale, che le indagini avrebbero poi dimostrato causate per errore da uno dei contabili della sua agenzia. Ha annunciato il suo ritorno nell'industria dell'intrattenimento alla fine del 2012 con SM C&C come nuova agenzia.
Oltre a dedicarsi alla televisione, possiede una catena di ristoranti di barbecue coreano chiamata Baek Jeong.

## Biografia

### Primi anni come lottatore
Kang Ho-dong è nato a Jinju l'11 giugno 1970; ha un fratello e tre sorelle. Dopo essersi diplomato alla Masan Business High School, ha iniziato a partecipare alle gare professionali di ssireum (lotta coreana). All'inizio della sua carriera di wrestler ne ha perse molte, tuttavia l'8 luglio 1989, al 44º campionato nazionale, riuscì a sconfiggere Lee Mangi, iniziando una fortunata carriera nello sport. Conosciuto come "diavolo sulla sabbia" per il suo comportamento arrogante e senza paura, ha vinto sette volte il campionato Baekdujangsa Ssireum e cinque volte il campionato Cheonhajangsa Ssireum, diventando il più giovane detentore del titolo di Cheonhajangsa.

### Carriere televisiva
Dopo essersi ritirato dalla lotta, ha iniziato la carriera di presentatore e comico nel 1993, apparendo sulla MBC come talento, influenzato dal comico e presentatore Lee Kyung-kyu. In seguito è stato ospite di numerosi programmi di varietà come X-Man, Love Letter e Ya Shim Man Man. Nel 2008 è diventato il primo comico a vincere il gran premio per la categoria "Televisione" ai Baeksang Arts Awards, fino a quel momento assegnato solo ad attori e attrici televisivi. Nel 2011, ha ospitato quattro programmi di varietà: 1bak 2il, Golden Fishery, Star King e Strong Heart.
Il 9 settembre 2011, Kang ha annunciato il suo ritiro dall'industria dell'intrattenimento in quanto indagato per evasione fiscale da parte del National Tax Service. Le indagini hanno poi rilevato che l'evasione era stata causata da un errore contabile del suo staff e la procura del distretto centrale di Seul ha respinto le accuse per mancanza di prove.
Il 17 agosto 2012, Kang ha firmato un contratto con SM C&C per ritornare in televisione. Mentre i programmi sulle reti pubbliche sono stati cancellati a causa dei bassi ascolti, dalla fine del 2015 ha presentato varietà di successo sui canali via cavo, tra cui Knowing Bros e Let's Eat Dinner Together sulla JTBC, e Sinseo-yugi su tvN. Il successo di quest'ultimo ha portato al lancio di uno spin-off chiamato Kang's Kitchen.

## Vita privata
Kang Ho-dong ha incontrato la sua futura moglie Lee Hyo-jin a un appuntamento al buio in coppia con Yoo Jae-suk e il 12 novembre 2006 si sono sposati. Hanno avuto il loro primo figlio, un maschio di nome Kang Si-hoo, il 13 marzo 2009.